# 糙毛风毛菊
糙毛风毛菊（学名：Saussurea scabrida）为菊科风毛菊属的植物，为中国的特有植物。分布在中国大陆的四川、西藏、云南等地，生长于海拔3,500米至4,200米的地区，常生于山坡灌丛草地、山谷、林下或林缘草甸，目前尚未由人工引种栽培。